# Netz-Panzerwels
Der Netz-Panzerwels (Brochis reticulatus, Synonym: Corydoras reticulatus) ist ein Süßwasserzierfisch aus der Gattung Brochis. Er kann bis zu 6 cm lang werden und ist in den Gewässern des südlichen Brasiliens bis zum Río de la Plata beheimatet.
Wie seine Gattungsgenossen lebt der Netz-Panzerwels in Gruppen am Boden des Gewässers, durchschwimmt jedoch häufiger als viele andere Vertreter der Panzerwelse auch das freie Gewässer. Als Darmatmer bedarf er darüber hinaus auch des freien Zugangs zur Wasseroberfläche.
Der Netz-Panzerwels ist ein beliebter, auch für die Haltung in Gesellschaftsbecken geeigneter Aquarienfisch.